# 艾麗森·菲利克斯
艾麗森·菲利克斯（英語：Allyson Felix，1985年11月18日—），出生於加利福尼亞州洛杉磯，美國女子短跑運動員。在2007年，她成為第二位在一次世界田徑錦標賽中贏得3枚金牌的女運動員
。

## 生平

### 高中
菲利克斯在南加州聖佛南多谷地區的洛杉磯浸信會高中就讀，她的隊友給她取的綽號是“雞腳”，因為一雙瘦長的腿佔她5尺6寸，125磅的身體的大部分。菲利克斯在南加州出生和長大，是一個虔誠的基督徒， 她的父親是經按立的牧師，也是在洛杉磯市聖費爾南多谷地區日光谷「主的神學院」教新約聖經的教授。 菲利克斯認為她短跑的能力是神的禮物，“我的信仰是我之所以能夠跑的原因 - 我的心因而平靜，使自己覺得一切都像是被高舉。我的速度絕對是神的禮物，我為祂的榮耀而跑。無論我有如何出色的成績，都是神所允許的。”
菲利克斯直到她在九年級（1999年）參加田勁隊選拔時才發現她的短跑方面的天賦。10個星期後，她就在加州田勁錦標賽得到了200米的第七名。以後的幾年中，她五度成為加州高中冠軍。在高中畢業那一年，菲利克斯在在美國室內田徑錦標賽中200米第二名，
。菲利克斯也能夠克服逆境。在她高中十一年級時，她的腿筋在全州錦標賽中拉傷，然後又在幾個星期後的美國全國錦標賽上再度拉傷。之後她在牙買加世界杯青少年錦標賽時，她失去了優勢而只得到了第五名。新聞報導說，費利克斯已在暗中飲泣，但她並未低頭。“這是一個非常困難的時期，”她說“我不得不依賴上帝”。

### 專業生涯
菲利克斯在2003年高中畢業，她進入南加大主修小學教育，同時與阿迪達斯簽署了職業運動員合同，得到大學學費以及一個秘密數目的報酬，因此不能代表南加大參加NCAA的田徑賽，此事成了頭條新聞。剛剛滿18歲的費利克斯2004年雅典奧運會贏得200米銀牌，輸給代表牙買加的維羅尼卡·坎貝爾；但是她以22.18秒的成績，破了世界青年200米的紀錄。在2005年在赫爾辛基舉行的世界錦標賽中，她成為有史以來最年輕的金牌得主。兩年後，她在大阪成功的衛冕。在大阪的200米比賽中，菲利克斯在彎道就追上牙買加的維羅尼卡·坎貝爾，然後一路領先到底，成績大幅進步到21.81秒，比兩年前快0.37秒。比賽後，她說： “我覺得那麼好，我太激動了，我已經等待了這麼久，跑到低於22秒，這很不容易，但是我終於成功了。我的下一個目標是不是世界紀錄，而是北京的金牌，我要一步一步來，我可能會考慮在北京同時參加200米和400米。”但在2008年北京奧運中，菲利克斯並未參加400米，而且在200米比賽中，雅典奧運會女子200米比賽經過重演，維羅尼卡·坎貝爾-布朗以21.74秒贏得金牌，費利克斯以當賽季的最佳成績21.94秒再度贏得200米銀牌。

## 國際大型運動賽會
| 年   | 賽事                  | 舉辦城市               | 名次  | 項目              | 記錄                          |
| ---- | --------------------- | ---------------------- | ----- | ----------------- | ----------------------------- |
| 2001 | 世界少年田徑錦標賽    | 匈牙利德布勒森         | 金牌  | 100公尺           | 11.57秒                       |
| 2001 | 世界少年田徑錦標賽    | 匈牙利德布勒森         | 金牌  | Medley Relay      | 2分03.83秒（全國紀錄）        |
| 2002 | 世界青年田徑錦標賽    | 牙买加薩里郡京斯敦     | 第5名 | 200公尺           | 23.48秒                       |
| 2002 | 世界青年田徑錦標賽    | 牙买加薩里郡京斯敦     | 銀牌  | 4×100公尺接力     | 非決賽選手（ran heat）        |
| 2003 | 世界室內田徑錦標賽    | 英国 英格兰伯明罕      | 3sqf3 | 200公尺           | 23.29秒                       |
| 2003 | 泛美運動會            | 聖多明哥               | 銅牌  | 200公尺           | 22.93秒                       |
| 2003 | 世界田徑錦標賽        | 法國巴黎               | 6qf3  | 200公尺           | 23.33秒                       |
| 2004 | 夏季奧林匹克運動會    | 希腊雅典               | 銀牌  | 200公尺           | 22.18秒                       |
| 2005 | 世界田徑錦標賽        | 芬兰赫爾辛基           | 金牌  | 200公尺           | 22.16秒                       |
| 2005 | World Athletics Final | 摩納哥丰維耶           | 金牌  | 200公尺           | 22.27秒                       |
| 2006 | World Athletics Final | 德国斯圖加特           | 金牌  | 200公尺           | 22.11秒（世界田徑總決賽紀錄） |
| 2006 | World Athletics Final | 德国斯圖加特           | 銅牌  | 100公尺           | 11.07秒                       |
| 2007 | 世界田徑錦標賽        | 日本大阪府大阪市       | 金牌  | 200公尺           | 21.81秒                       |
| 2007 | 世界田徑錦標賽        | 日本大阪府大阪市       | 金牌  | 4×100公尺接力     | 41.98秒                       |
| 2007 | 世界田徑錦標賽        | 日本大阪府大阪市       | 金牌  | 4×400公尺接力     | 3分18.55秒                    |
| 2007 | World Athletics Final | 德国斯圖加特           | 銀牌  | 100公尺           | 11.15秒                       |
| 2008 | 夏季奧林匹克運動會    | 中国北京市             | 銀牌  | 200公尺           | 21.93秒                       |
| 2008 | 夏季奧林匹克運動會    | 中国北京市             | 金牌  | 4×400公尺接力     | 3分18.54秒                    |
| 2009 | 世界田徑錦標賽        | 德国柏林               | 金牌  | 200公尺           | 22.02秒                       |
| 2009 | 世界田徑錦標賽        | 德国柏林               | 金牌  | 4×400公尺接力     | 3分17.83秒                    |
| 2009 | World Athletics Final | 希腊塞薩洛尼基         | 金牌  | 200公尺           | 22.29秒                       |
| 2010 | 世界室內田徑錦標賽    | 杜哈                   | 金牌  | 4×400公尺接力     | 3分27.34秒                    |
| 2011 | 世界田徑錦標賽        | 大邱廣域市             | 銀牌  | 400公尺           | 49.59秒                       |
| 2011 | 世界田徑錦標賽        | 大邱廣域市             | 銅牌  | 200公尺           | 22.42秒                       |
| 2011 | 世界田徑錦標賽        | 大邱廣域市             | 金牌  | 4×400公尺接力     | 3分18.09秒                    |
| 2011 | 世界田徑錦標賽        | 大邱廣域市             | 金牌  | 4×100公尺接力     | 41.56秒                       |
| 2012 | 夏季奧林匹克運動會    | 英国 英格兰倫敦        | 第5名 | 100公尺           | 10.89秒                       |
| 2012 | 夏季奧林匹克運動會    | 英国 英格兰倫敦        | 金牌  | 200公尺           | 21.88秒                       |
| 2012 | 夏季奧林匹克運動會    | 英国 英格兰倫敦        | 金牌  | 4×100公尺接力     | 40.82秒（世界紀錄）           |
| 2012 | 夏季奧林匹克運動會    | 英国 英格兰倫敦        | 金牌  | 4×400公尺接力     | 3分16.87秒                    |
| 2013 | 世界田徑錦標賽        | 俄羅斯莫斯科           | f     | 200公尺           | Did Not Finish                |
| 2015 | 世界接力賽            | 巴哈马拿索             | f     | 4×200公尺接力     | Did Not Finish                |
| 2015 | 世界接力賽            | 巴哈马拿索             | 銀牌  | 4×100公尺接力     | 42.32秒                       |
| 2015 | 世界田徑錦標賽        | 中国北京市             | 金牌  | 400公尺           | 49.26秒                       |
| 2015 | 世界田徑錦標賽        | 中国北京市             | 銀牌  | 4×100公尺接力     | 41.68秒                       |
| 2015 | 世界田徑錦標賽        | 中国北京市             | 銀牌  | 4×400公尺接力     | 3分19.44秒                    |
| 2016 | 夏季奧林匹克運動會    | 巴西里約熱內盧         | 銀牌  | 400公尺           | 49.51秒                       |
| 2016 | 夏季奧林匹克運動會    | 巴西里約熱內盧         | 金牌  | 4×100公尺接力     | 41.01秒                       |
| 2016 | 夏季奧林匹克運動會    | 巴西里約熱內盧         | 金牌  | 4×400公尺接力     | 3分19.06秒                    |
| 2017 | 世界田徑錦標賽        | 英国 英格兰倫敦        | 銅牌  | 400公尺           | 50.08秒                       |
| 2017 | 世界田徑錦標賽        | 英国 英格兰倫敦        | 金牌  | 4×100公尺接力     | 41.82秒                       |
| 2017 | 世界田徑錦標賽        | 英国 英格兰倫敦        | 金牌  | 4×400公尺接力     | 3分19.02秒                    |
| 2019 | 歐美田徑對抗賽        | 白俄羅斯明斯克         | 銀牌  | 400公尺           | 51.36秒                       |
| 2019 | 世界田徑錦標賽        | 杜哈                   | 金牌  | 混合4×400公尺接力 | 3分09.34秒（世界紀錄）        |
| 2019 | 世界田徑錦標賽        | 杜哈                   | 金牌  | 4×400公尺接力     | 非決賽選手（ran heat）        |
| 2021 | 夏季奧林匹克運動會    | 日本東京都             | 銅牌  | 400公尺           | 49.46秒                       |
| 2021 | 夏季奧林匹克運動會    | 日本東京都             | 金牌  | 4×400公尺接力     | 3分16.85秒                    |
| 2022 | 世界田徑錦標賽        | 美国俄勒岡州雷恩郡尤金 | 銅牌  | 混合4×400公尺接力 | 3分10.16秒                    |
| 2022 | 世界田徑錦標賽        | 美国俄勒岡州雷恩郡尤金 | 金牌  | 4×400公尺接力     | 非決賽選手（ran heat）        |

## 外部連結
- 艾麗森·菲利克斯在国际奥林匹克委员会的资料
- 艾麗森·菲利克斯在的頁面
- 艾麗森·菲利克斯的Facebook專頁
- 艾麗森·菲利克斯的X（前Twitter）
- 艾麗森·菲利克斯的Instagram帳戶

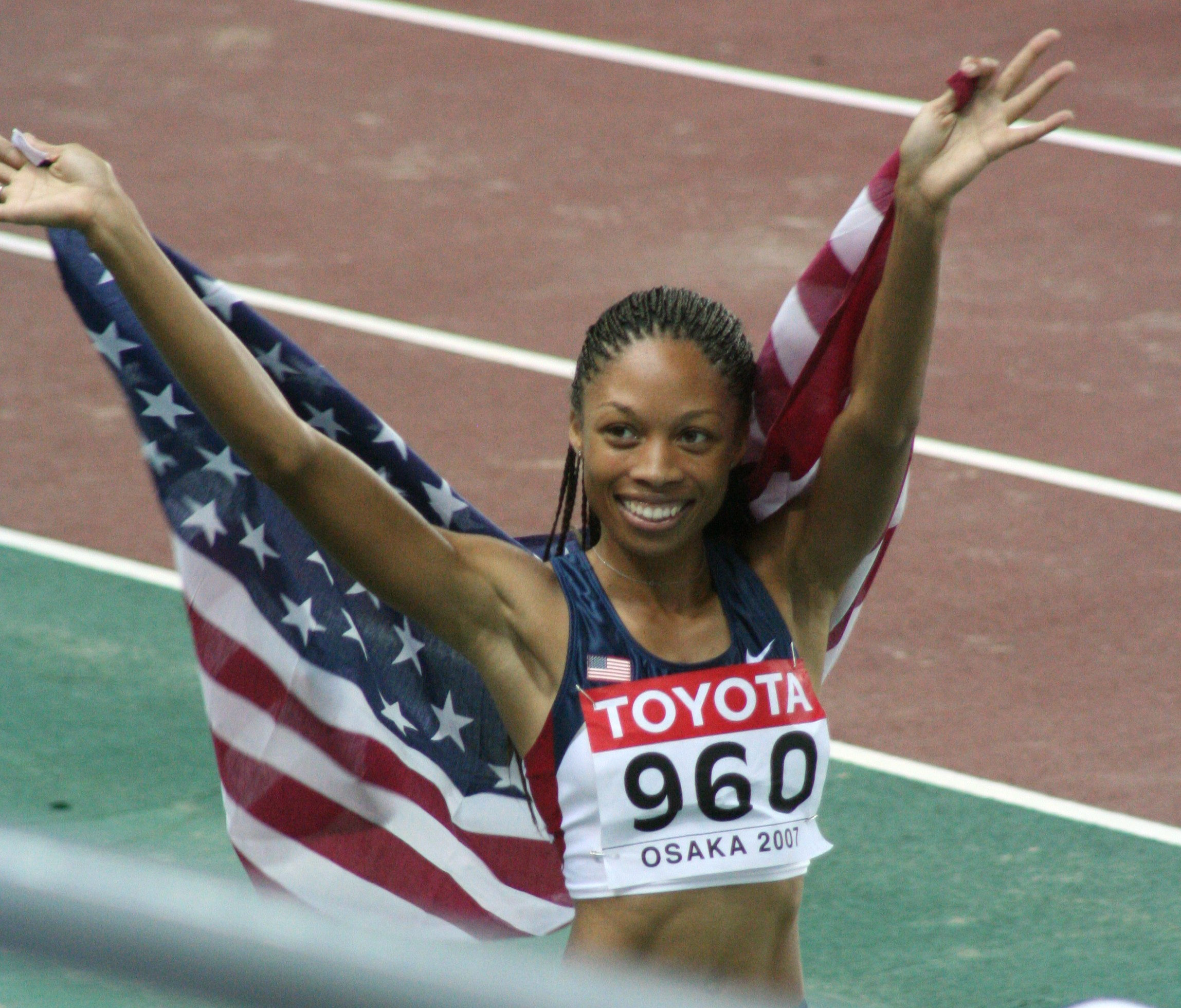
2007年世界田徑錦標賽200公尺決賽後

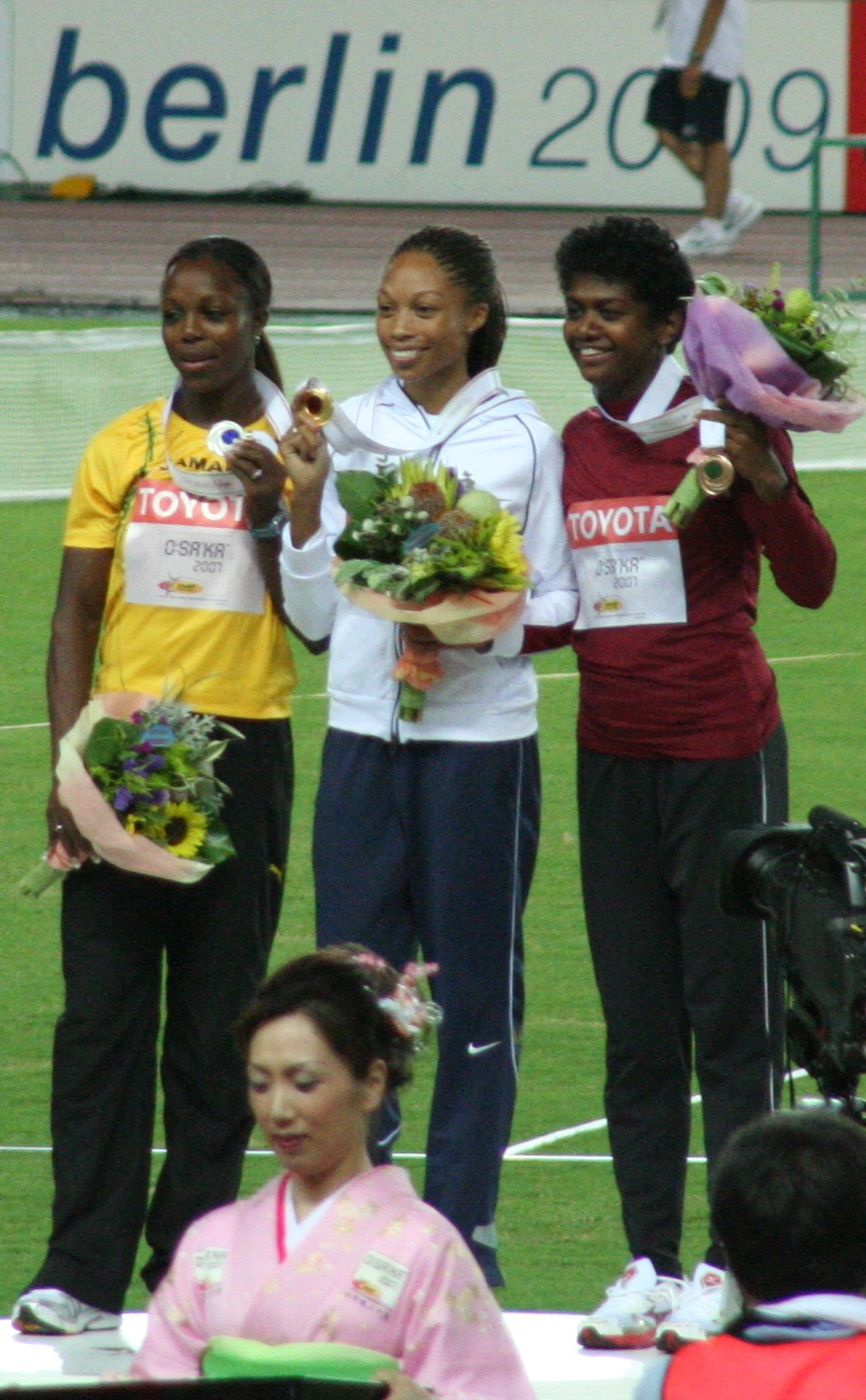
2007年世界田徑錦標賽200公尺頒獎，Allyson Felix、Veronica Campbell、Susanthika Jayasinghe

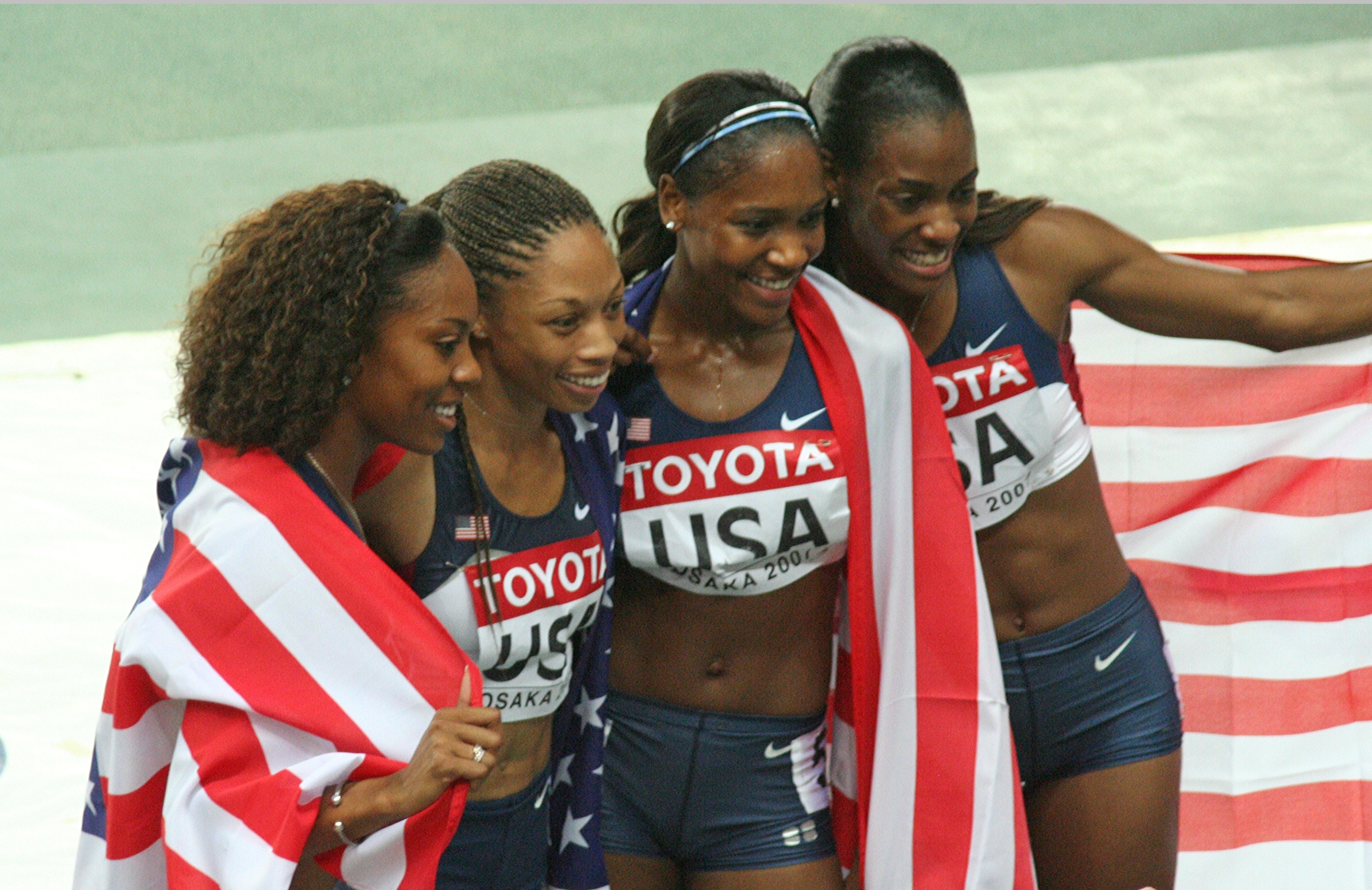
2007年世界田徑錦標賽4×400公尺接力頒獎美國隊

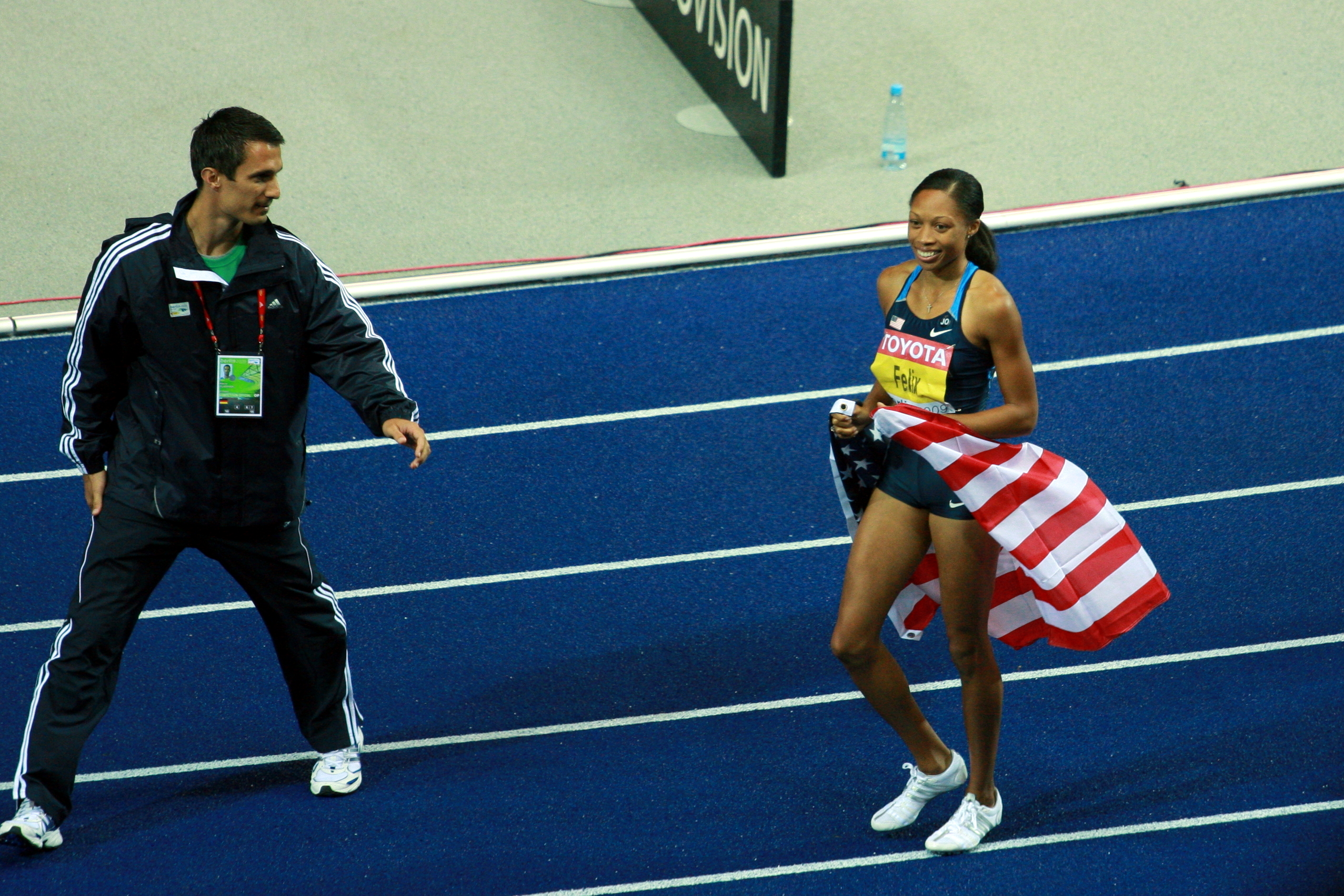
2009年世界田徑錦標賽200公尺決賽後

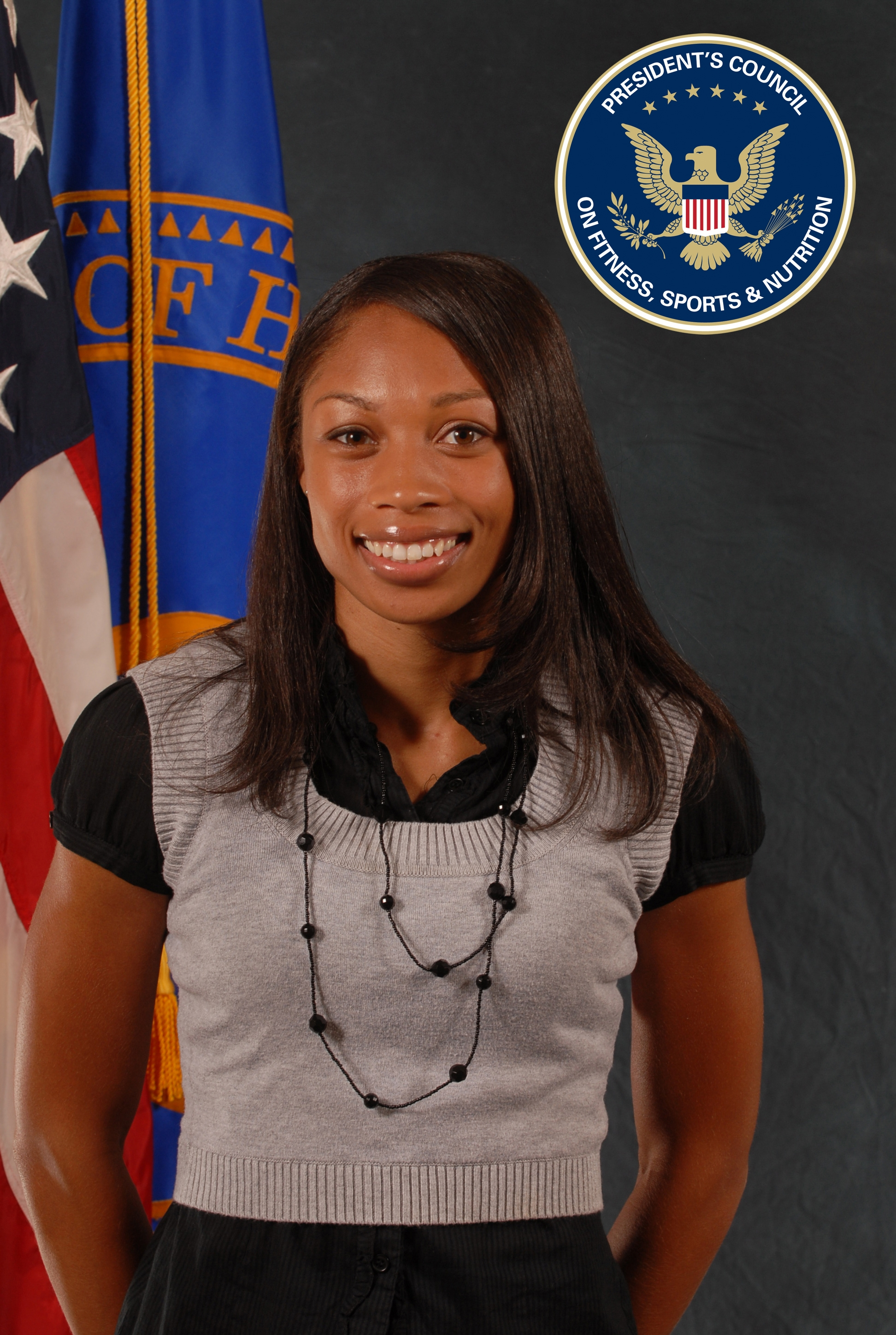
2010年6月

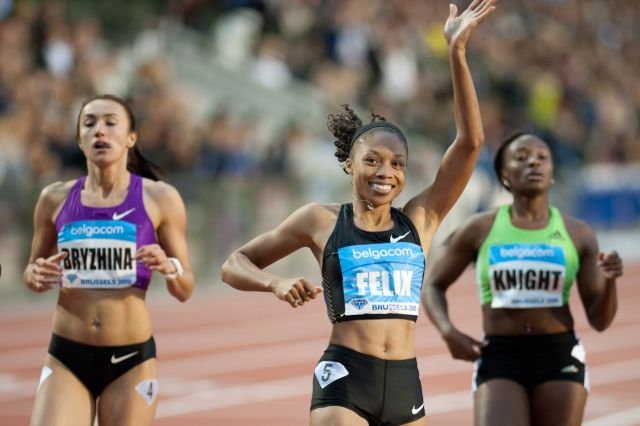
2010年8月27日

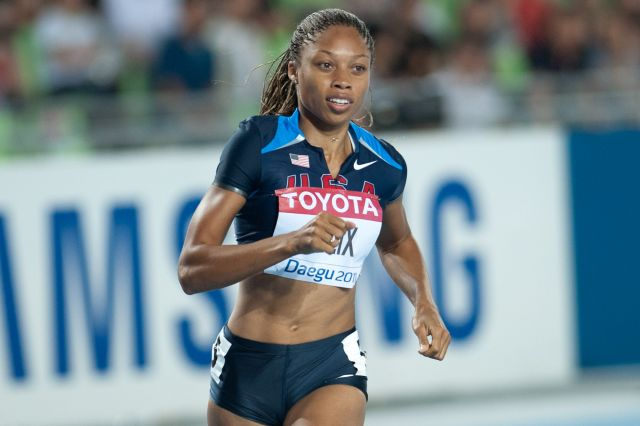
2011年世界田徑錦標賽

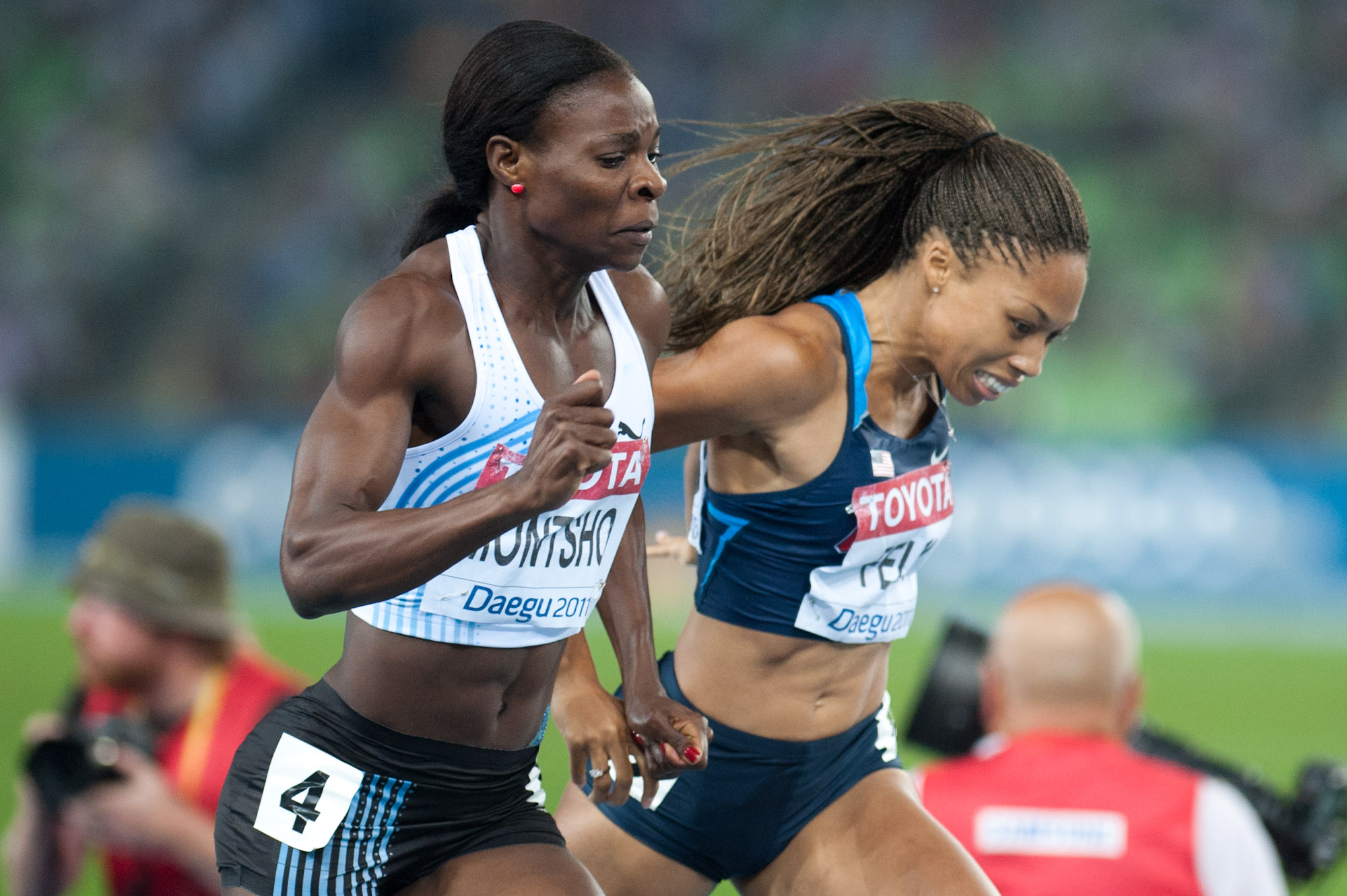
2011年世界田徑錦標賽

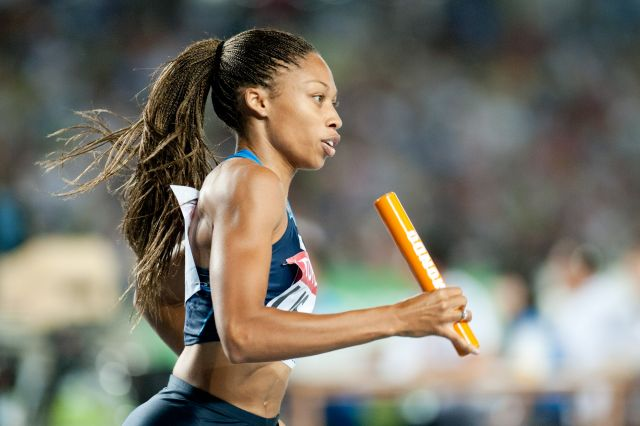
2011年世界田徑錦標賽接力

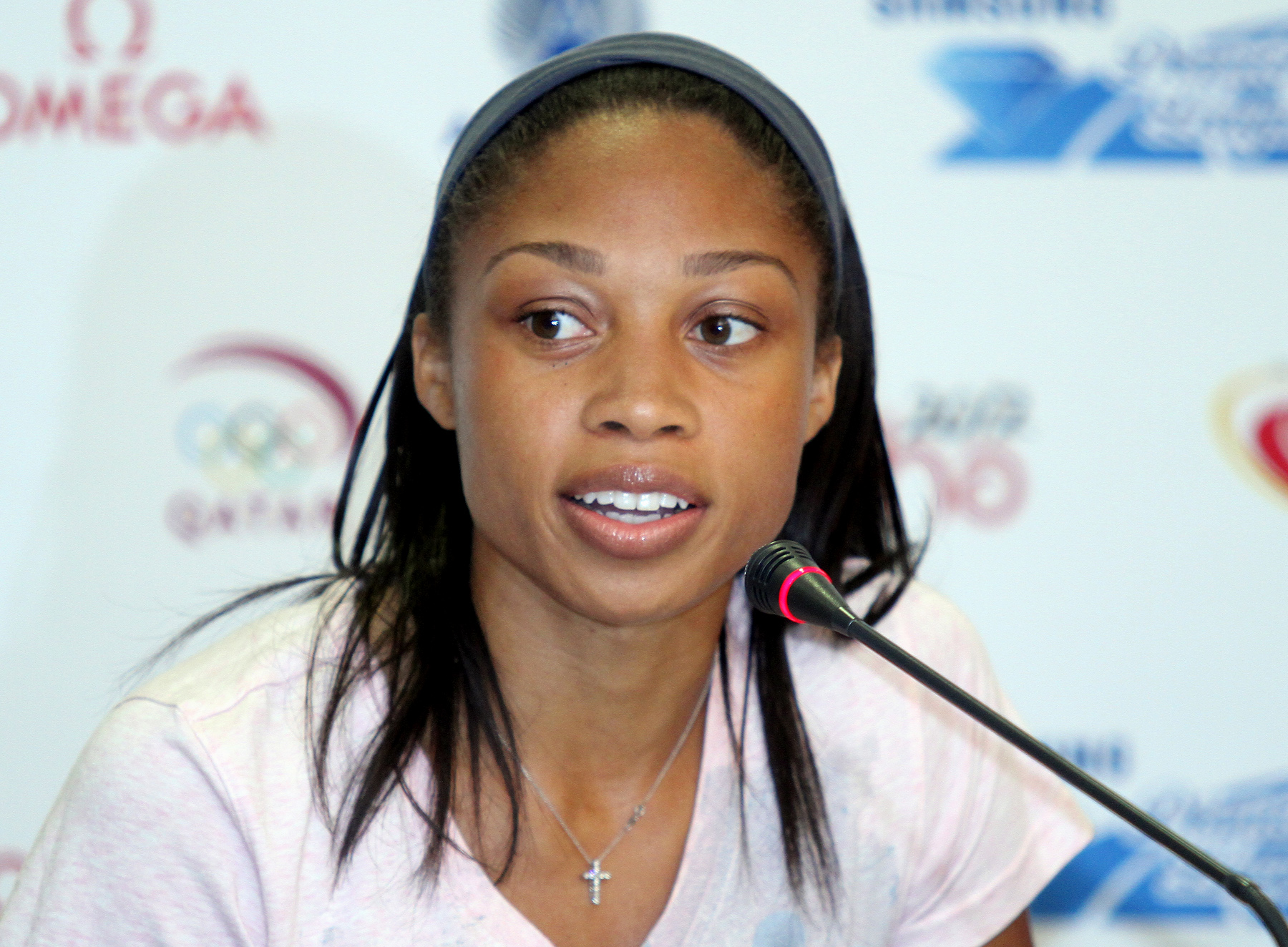
2012年5月

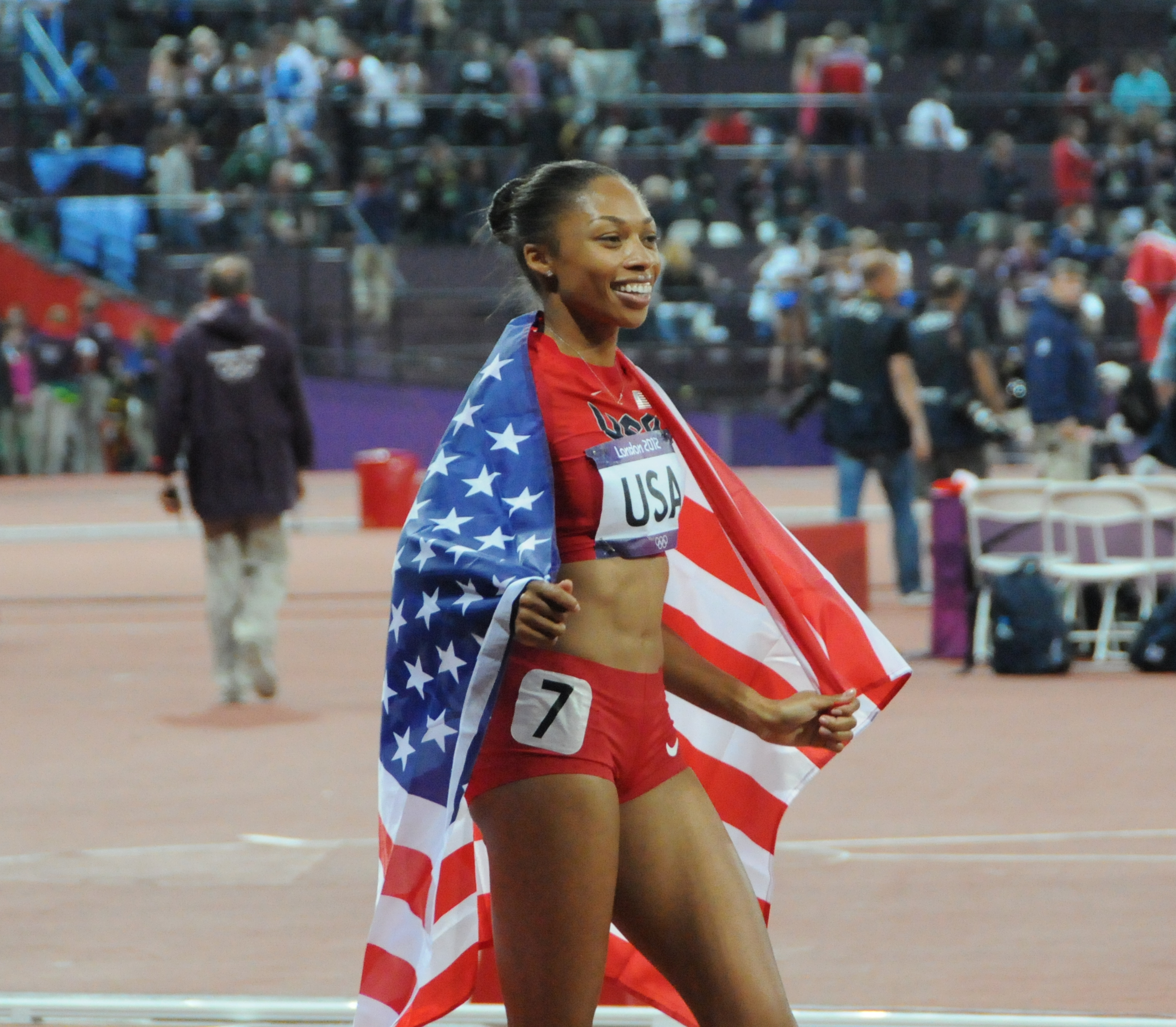
2012年夏季奧林匹克運動會4×400公尺接力決賽後

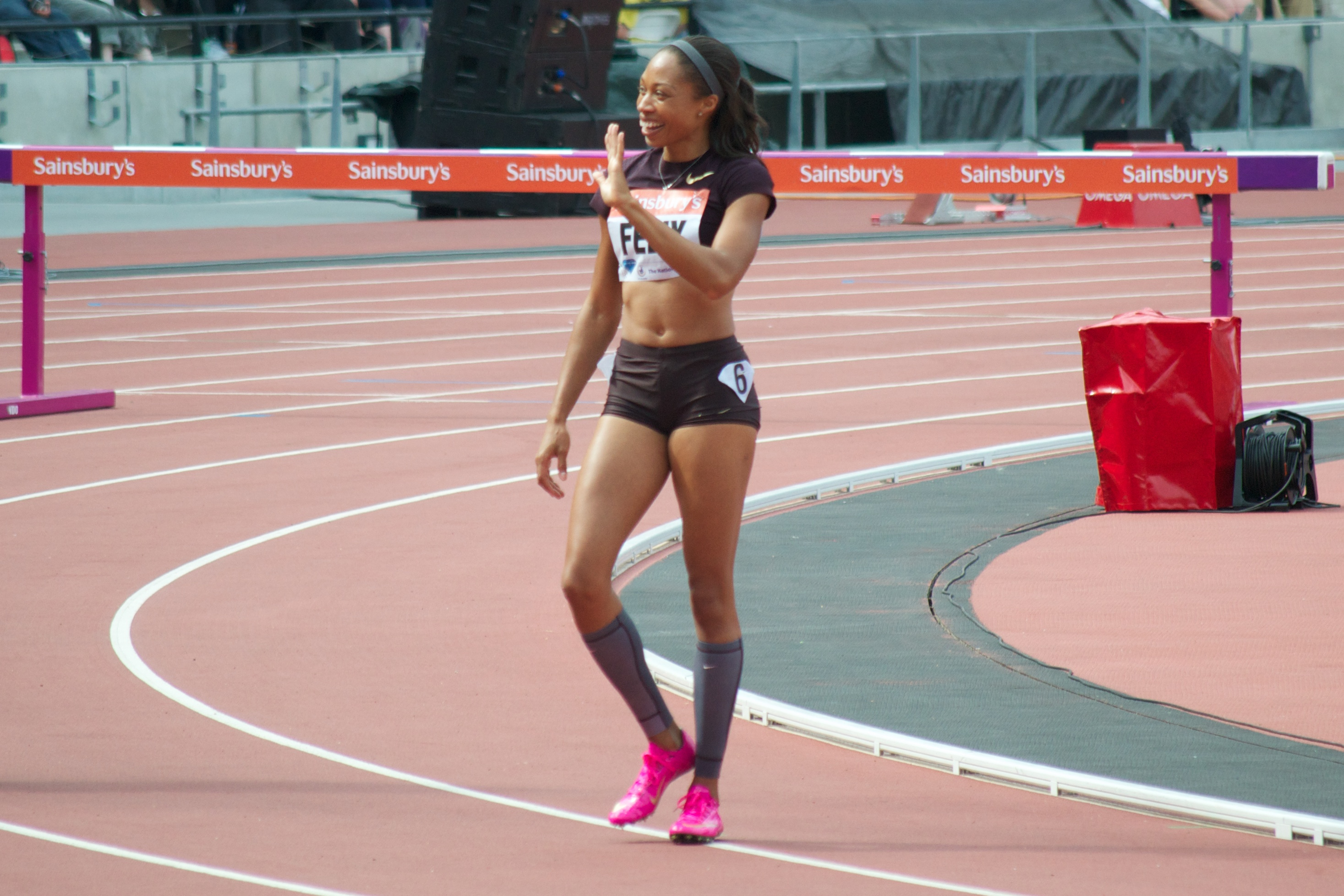
2013年7月

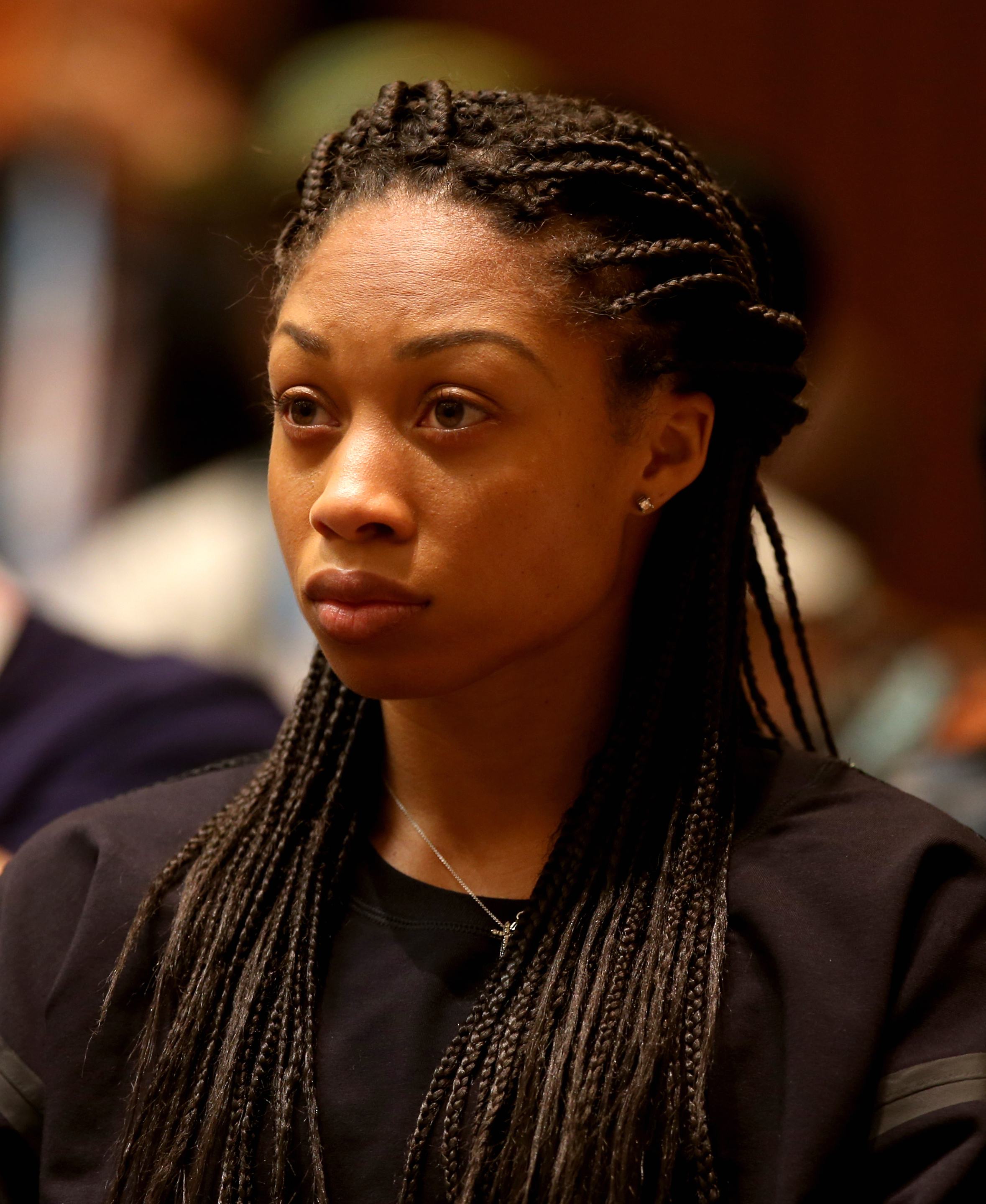
2015年5月

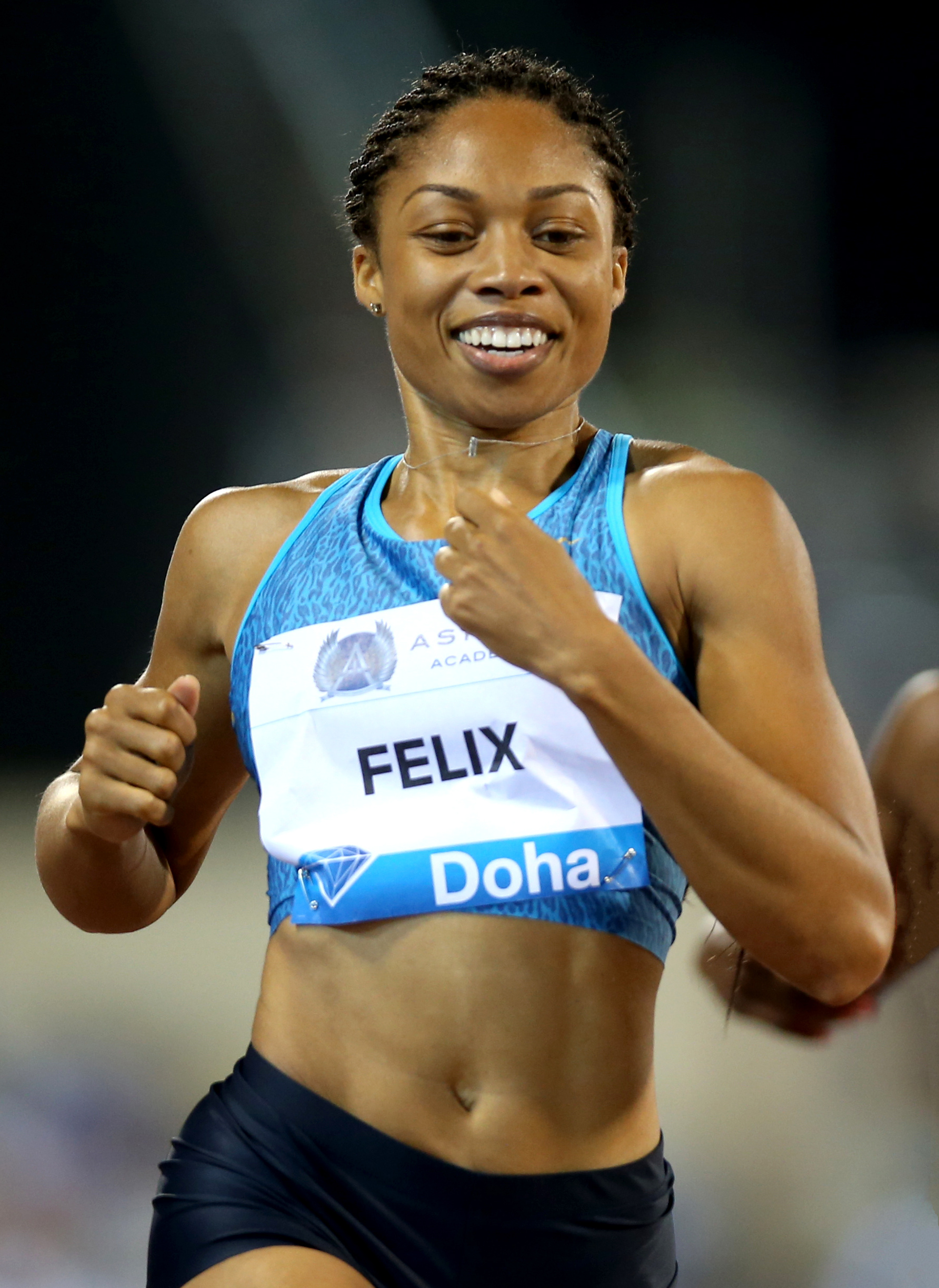
2015年杜哈大獎賽200公尺

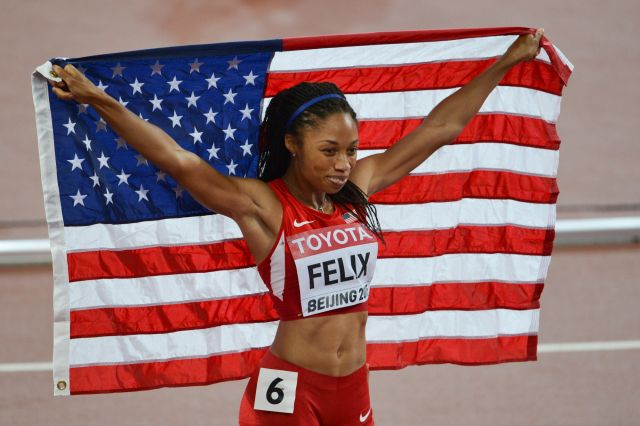
2015年世界田徑錦標賽

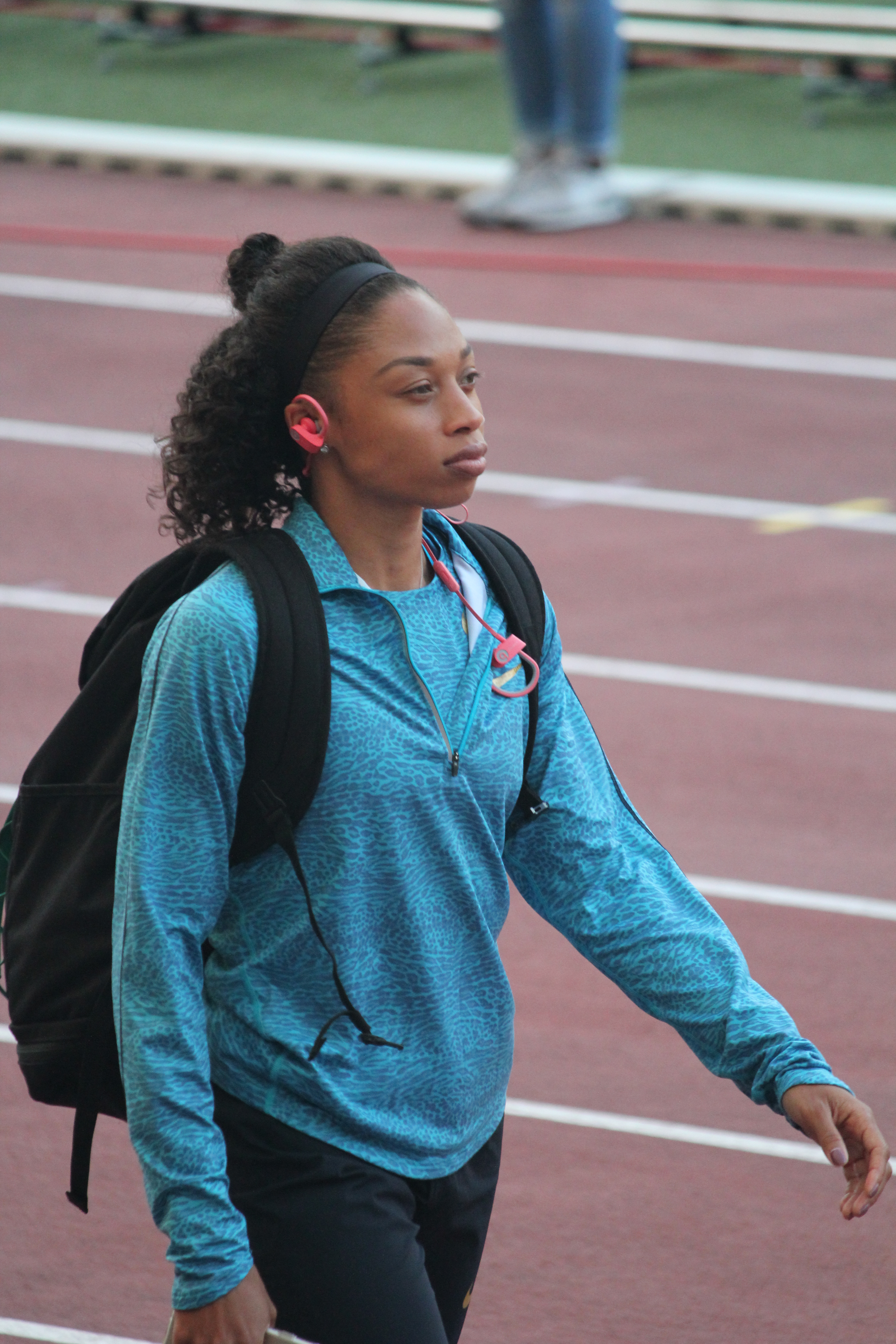
2015年9月

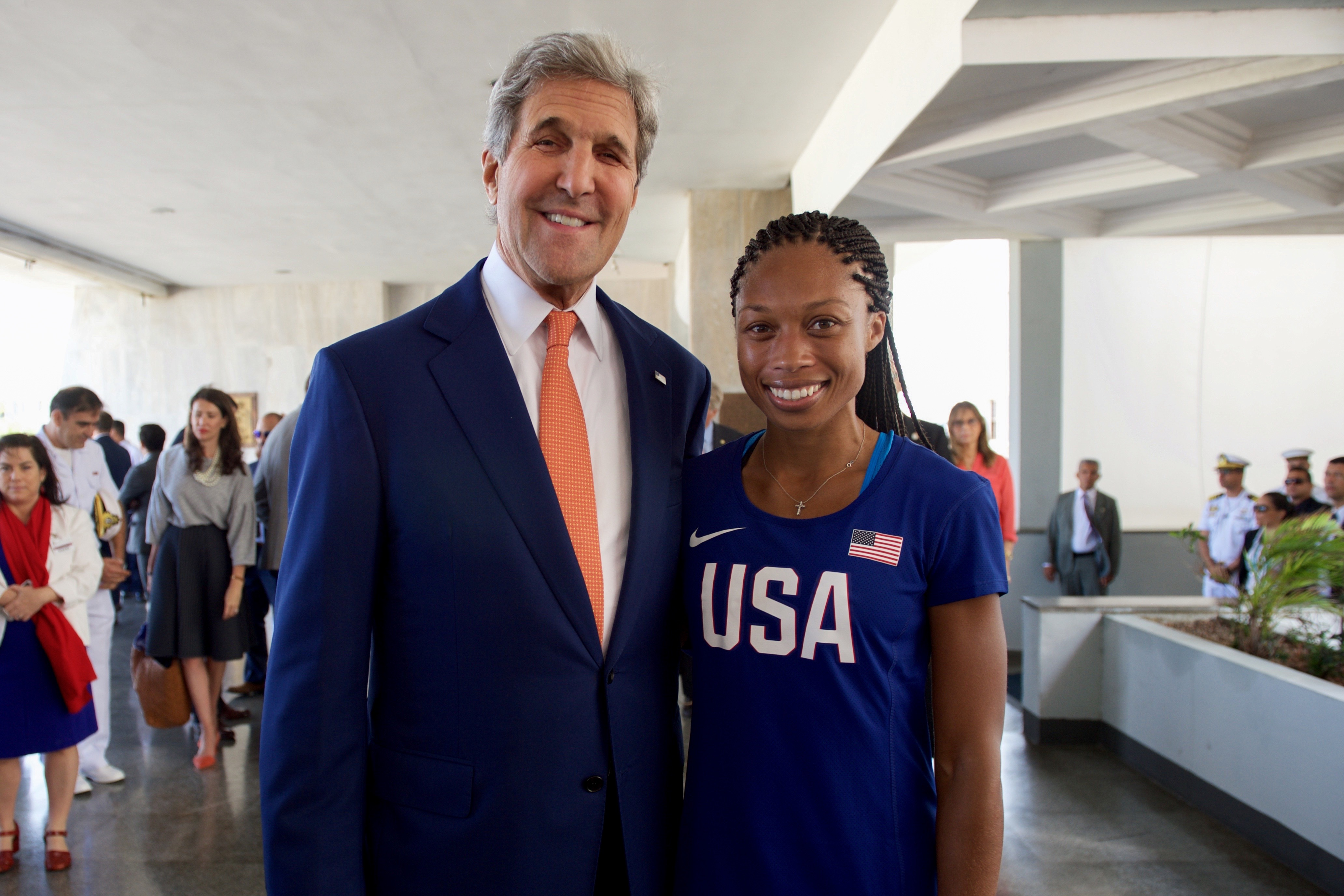
2016年8月5日，John Forbes Kerry、Allyson Felix

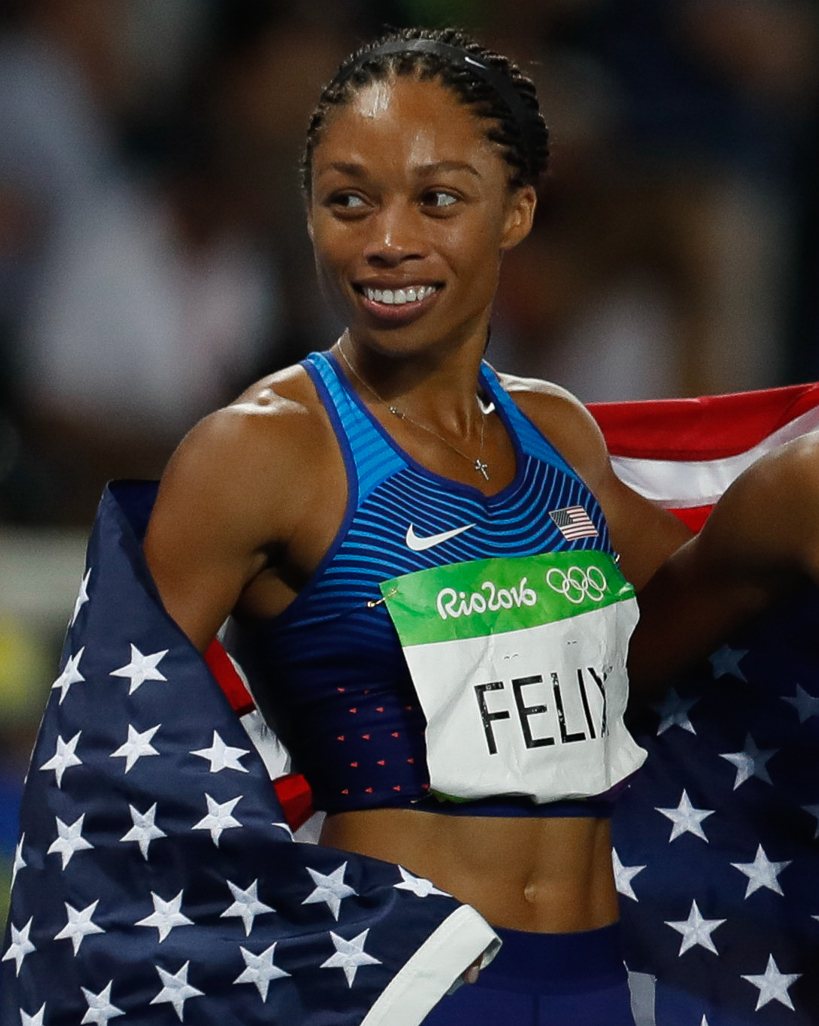
2016年夏季奧林匹克運動會

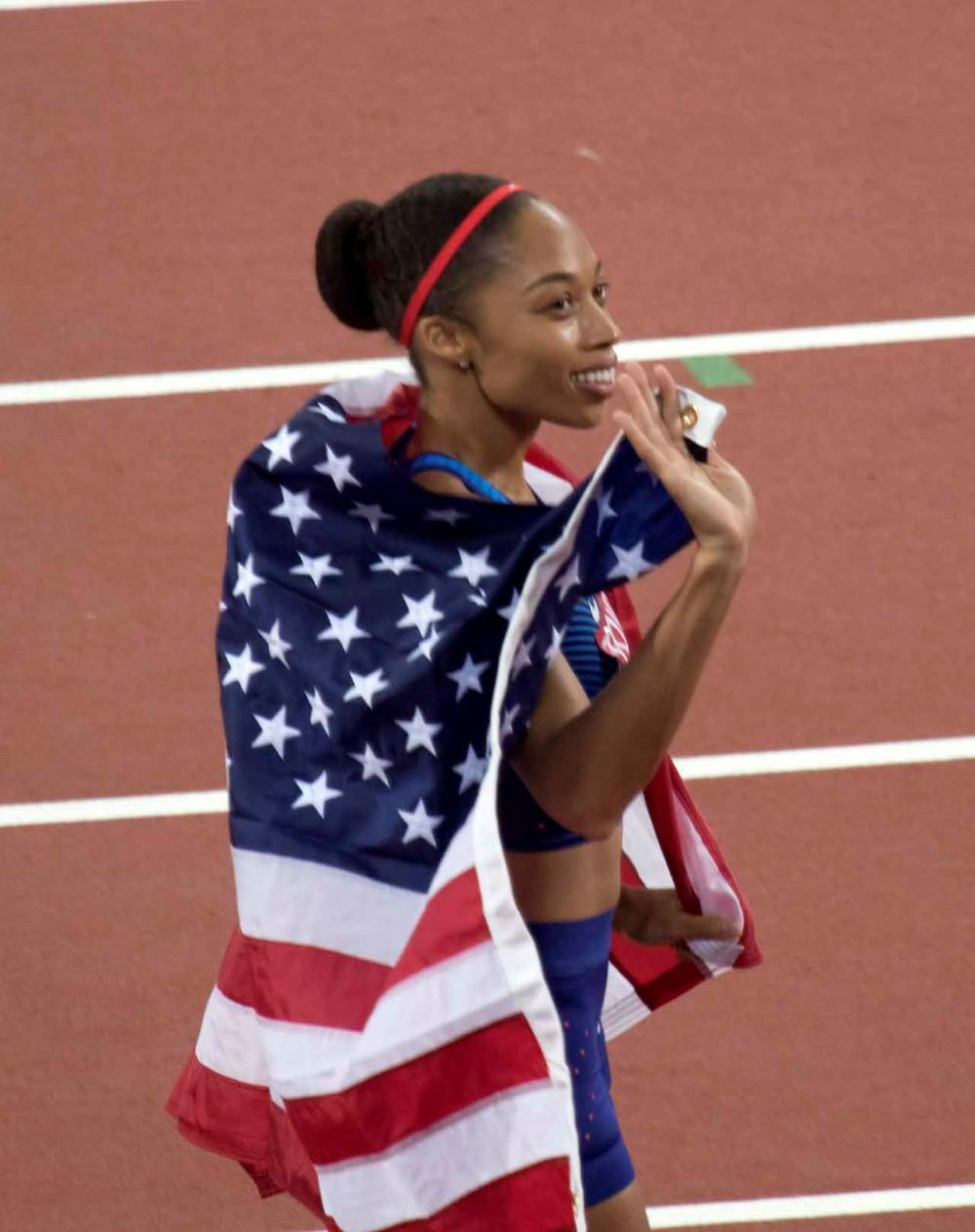
2017年世界田徑錦標賽

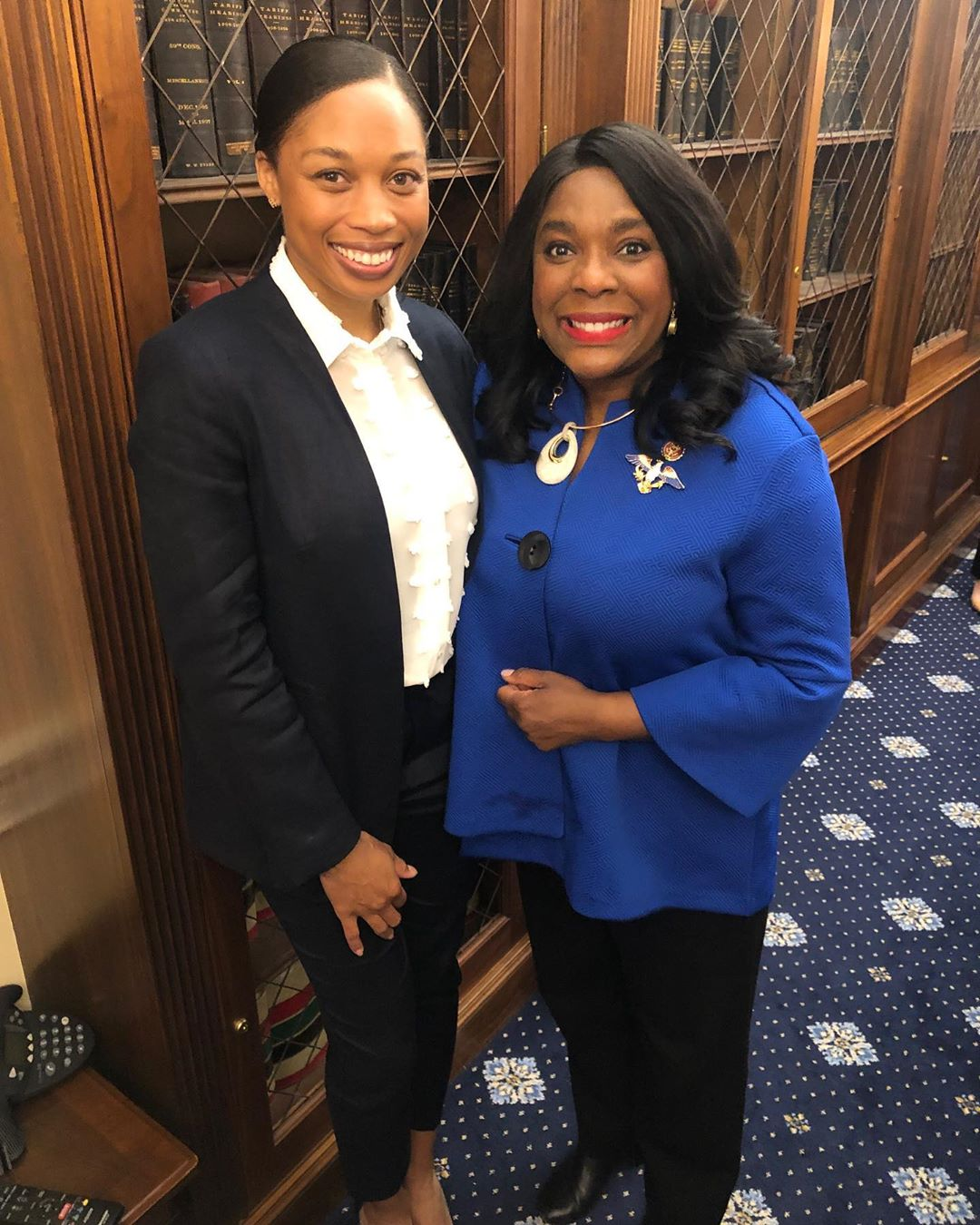
2019年5月，Allyson Felix、Terrycina Andrea Sewell

- USA Track & Field - Allyson Felix （页面存档备份，存于）
- Allyson Felix Pictures
- SPIKES Hero profile on www.spikesmag.com
- Allyson Felix's U.S. Olympic Team bio （页面存档备份，存于）
- Q&A （页面存档备份，存于）
- Bio in own words （页面存档备份，存于）
- 2007 interview （页面存档备份，存于）
- "Allyson Felix" （页面存档备份，存于）, n°6 on 時代雜誌’s list of "100 Olympic Athletes To Watch"